# Arquitetura do Malawi
A Arquitetura do Malawi é um conjunto de técnicas e tradições desenvolvidas pelos povos do Malawi. Com cerca de 16 milhões de habitantes, o Malawi faz fronteiras com Tanzânia , Moçambique  e Zâmbia. É um país basicamente agrícola e possui o  território de 118 484 km² , no qual habitam diversos povos (mais de 20 etnias) e que constituem a nação do país conhecido como o “coração quente da África”.

## Funções dos ambientes
As casas do Malawi são de grande maioria propriedades rurais. As casas possuem formas quadradas ou retangulares. Dentre os seus cômodos, cada um possui uma função, sendo estes:

### Cozinha
As cozinhas são estruturas independentes na casa.  Eles variam muito em tamanho, forma e compartimento, assim existindo três tipos principais: quadrado/ retangular, circular e com dois quartos retangulares.
As cozinhas são construídas para permitir o acendimento de fogo, logo é necessário algum nível de proteção contra a chuva e o vento.

### Celeiro
Celeiros são estruturas usadas para armazenar milho. Eles variam em tamanho e materiais usados na construção. Os celeiros geralmente são redondos e erguidos do chão.

### Galinheiro
Os galinheiros são estruturas para criação de galinhas e animais. Variam muito em tamanho e são erguidos do chão, geralmente em uma altura alta.

### Banheiro
As latrinas (banheiros) são uma estrutura pequena e fechada localizada na extremidade de uma propriedade rural. São feitas de palha e possuem pequenos reservatórios para as necessidades.

## Áreas subdivididas no Malawi
O país é dividido em três áreas: Norte, Centro e Sul do Malawi. E essa divisão acaba afetando também as formas de se trabalhar a arquitetura vernacular, pois são povos de culturas diferentes em um mesmo país.

### Região Sul
A localidade de Fango, localizada nas proximidades da cidade de Nsanje, e que está situada na fronteira com Moçambique, recebe intensa influência do país vizinho.
As habitações são construídas com tijolo queimado e um de seus elementos principais é um alpendre parcialmente fechado, sendo as tiras da estrutura do telhado amarradas através das aberturas nas paredes.
Também são comuns a existência de pombais e fornos, no qual, os fornos são criados empilhando tijolos.

### Região Central
A localidade de Mbambake, localizada nos arredores da cidade de Dedza, possui a maioria de suas casas construída com lama. Foram usados torrões de lama empilhados uns sobre os outros como suporte.
O Topo do telhado é feito de e colmo, no qual é amarrado a uma vara para evitar fugas.

### Região Norte
A localidade de Phimbi, localizada nos arredores da cidade de Nkhata Bay, é feita de tijolos queimados e possui uma varanda frontal profunda e bem definida. Não há varanda ao redor do prédio ou mesmo na parte de trás. A cozinha é retangular com paredes de tijolos queimados com grandes aberturas.

## Técnicas Construtivas

### Lama
Como a lama é um material disponível na maioria das áreas, consequentemente, é uma técnica de construção muito comum. Utilizada majoritamente como parede, os pedaços de lama são empilhados com cerca de 20cm de altura.
A lama aplicada a uma moldura é uma técnica de construção comum. As diferenças ocorrem com a consistência da lama e a que a lama está aderida. No Malawi, as armações eram feitas de postes de madeira, bambu e juncos:
- Lama na moldura de madeira :Galhos de madeira de todos os tamanhos são construídos com membros verticais e horizontais.

- Lama em moldura de bambu: Talos inteiros de bambu são colocados no solo como suportes verticais. Os membros horizontais são cortados ao meio.

- Lama em moldura de junco: As palhetas são usadas para suportes horizontais e verticais. Postes de madeira são usados como suportes adicionais, especialmente nos cantos.

### Tijolos queimados
Tijolos queimados são tijolos que são formados em moldes, colocados para secar por algum tempo e depois empilhados para formar um forno. Eles são então queimados para endurecer e, portanto, se tornam mais duráveis.

### Tijolos secos ao sol
Os tijolos secos ao sol são formados ao empacotar a lama em uma forma. Eles são então colocados e deixados para secar ao sol.

### Terra batida
A construção com taipa é a técnica de compressão da lama em uma moldura de madeira. Duas ou três camadas são concluídas, deixadas para secar e depois repetidas até que a altura desejada seja atingida.

### Gesso
O reboco, às vezes chamado de "espalhamento", é a técnica de aplicação de lama nas paredes e pisos. O reboco é feito uma vez por ano. O gesso adiciona uma camada de proteção contra vento e chuva.

### Bambu
O bambu é um material disponível e renovável. O bambu é usado principalmente para postes de telhado.

### Postes de madeira
A madeira utilizada na construção é de todos os tipos e tamanhos. Postes de goma-arábica são os mais comuns usados. Os postes são usados tanto no telhado como para apoio vertical.

### Juncos
Utilizado principalmente como camada de cobertura, também é utilizado em portas, janelas, celeiros, paredes e outros tipos.

## Elementos arquitetônicos

### Portas
As portas permitem a entrada em uma casa, ventilação e segurança. As portas são feitas de madeira e junco.

### Janelas
As janelas têm a função de ventilação, segurança, entrada da luz solar e visualização do exterior da residência. Existem diversos tipos de janela, desde janelas mais elaboradas com armação em madeira e vidro, quanto apenas aberturas nas aldeias.

### Cercas
As cercas são construídas com junco ou palha. Galhos de madeira são frequentemente usados como suportes verticais.

### Varandas
Varandas são áreas vazadas próximas à porta da frente da casa. Nas aldeias do Malawi, as varandas são elevadas do solo para proteção contra a água no solo. A altura e a profundidade das varandas variam muito, de muito pequenas (7 cm) a quase um metro de altura.

### Fornos
Os fornos são estruturas muito comuns nas residências. Eles são compostos de tijolos com a finalidade de queimar os tijolos.